# Vasco Maraver y de Guevara
Vasco Maraver y de Guevara (c. 1584-?) fue un noble español.

## Familia
Hijo de Gómez Maraver, hijo segundo, de la casa de los Maraver de Jerez de los Caballeros, III señor consorte de Torre Mejía o Torremejía, casado primera vez con Beatriz de Silva, y de su segunda esposa María de Solís Manuel de Guevara, III señora de Torre Mejía o Torremejía, hija heredera de Diego Becerra de Guevara, II señor del mayorazgo de Torre Mejía o Torremejía, y de su esposa Violante de Solís y Manuel, y nieta paterna de Lope Sánchez Becerra, alcalde de Maguilla, comendador y alcalde de Bienvenida aunque en 1507, y de su esposa Francisca de Guevara, fundadores y I señores del vínculo y mayorazgo de Torre Mejía o Torremejía, en la jurisdicción de Mérida, esta última hermana de Fray Antonio de Guevara, O.F.M., cronista de Carlos I de España, que fue obispo de Guadix-Baza y obispo de Mondoñedo, y nieta materna de Fernando de Solís, III señor de Salvatierra, y de su esposa María de Posquivel, señora de Sagrejas, y hermano, entre otros y otras, de Fernando Maraver de Guevara, presbítero cura de San Bartolomé de Jerez de los Caballeros, de Pedro Maraver de Guevara, casado el 19 de diciembre de 1621 con Beatriz Antonia de Silva y Carvajal (1608 - 1673), patrona de la capilla de Nuestra Señora del Rosario nel convento de Nuestra Señora de la Concepción, sin descendencia, de Isabel Maraver Manuel de Guevara, casada con su primo Juan de Solís y Portocarrero, caballero de la Orden de Alcántara en 1596, con descendencia en 1597 y Diego Maraver de Guevara, que se creye casó dos veces, la primera con Teresa Alejandro, con descendencia en 1624, sin más notícias, y la segunda con Francisca Ponce de León, con descendencia.

## Biografía
IV señor del mayorazgo de Torre Mejía o Torremejía, en la jurisdicción de Mérida.
Regidor perpetuo de Jerez de los Caballeros en 1625.

## Matrimonio y descendencia
Casó en 1605 con su prima Inés Maraver de Velasco, hija de García Pérez Maraver y de su esposa Beatriz de Velasco y Arjona y nieta paterna de Alonso Maraver de Céspedes y de su esposa Francisca de Figueroa, de la cual tuvo: 
- Antonio (bau. 28 de enero de 1606)
- Catalina (bau. 28 de noviembre de 1606)
- María (bau. 22 de diciembre de 1610)
- Diego Maraver de Guevara (Badajoz, bau. Jerez de los Caballeros, San Miguel, 6 de diciembre de 1612, apadrinado por Francisco de Vera y Solís - 1678), V señor del mayorazgo de Torre Mejía o Torremejía y I señor del mayorazgo de Santa Ana, casado (Badajoz, Santa María del Castillo, 1635, velados en Jerez de los Caballeros, San Bartolomé, el 17 de diciembre de 1635) con Beatriz de Godoy Ponce de León Angulo y Cárdenas, hija de Andrés de Godoy Ponce de León y Bañuelos (bau. Córdoba, Todos los Santos, 28 de julio de 1575-?), caballero de la Orden de Santiago el 27 de octubre de 1608,[3] y de su esposa Inés de Angulo y Cárdenas (bau. 11 de febrero de 1587-?), hermana germana de Pedro Gómez de Cárdenas y Angulo, I vizconde de Villanueva de Cárdenas el 10 de diciembre de 1656,[4] con descendencia, entre la cual: 
  - Juana Ventura Maraver Silva y Vega, la cual es citada en el testamento de su hermano, casada con Juan Carlos de Lila y Vint, III marqués de los Álamos del Guadalete, con descendencia
  - Inés (bau. Jerez de los Caballeros, San Bartolomé, 19 de abril de 1636), la cual es citada nel testamento de su hermano
  - Elena Josefa (bau. Jerez de los Caballeros, San Bartolomé, 22 de octubre de 1647), la cual es citada nel testamento de su hermano
  - Andrés Antonio Maraver de Guevara y Godoy (bau. Jerez de los Caballeros, San Bartolomé, 5/9 de febrero de 1649-Jerez de los Caballeros, 4 de abril de 1718)
- Francisca (bau. 22 de enero de 1614)
- Alonso (bau. 16 de octubre de 1616, que testemunió la velada del matrimonio de su hermano Diego)
- Lope (bau. 24 de febrero de 1624)